# 요호 국립공원

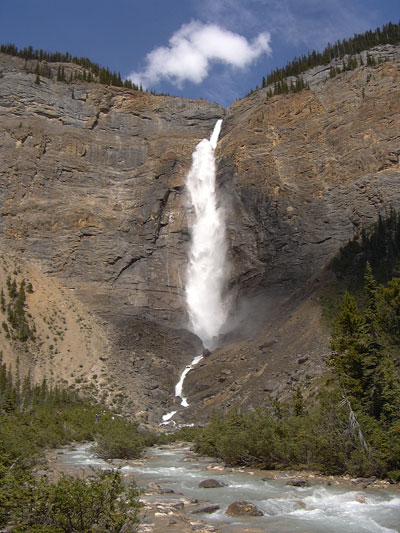
타카카우 폭포

요호 국립공원(Yoho National Park)은 캐나다 브리티시컬럼비아주 남동부를 따라 로키산맥에 위치한 캐나다의 국립공원이다.
요호란 인디언말로 멋있다는 뜻인데 그 말에 걸맞게 멋있는 오솔길이 수없이 널려있어서 이 오솔길을 따라 끝없는 경치를 즐길 수 있다. 이곳에 우뚝 솟은 산들과 크고 작은 강, 신비로운 분위기의 호수가 많다. 특히 에메랄드 호수는 주의의 높은 산과 푸른 침엽수에 싸여있어 아득한 멋을 풍긴다. 그 위쪽으로는 타카카우 폭포가 있는 요호 계곡과 연결되어 있다. 타카카우 폭포는 캐나다 최대 낙차인 4백10m를 자랑한다.